# Hilton Hotels & Resorts

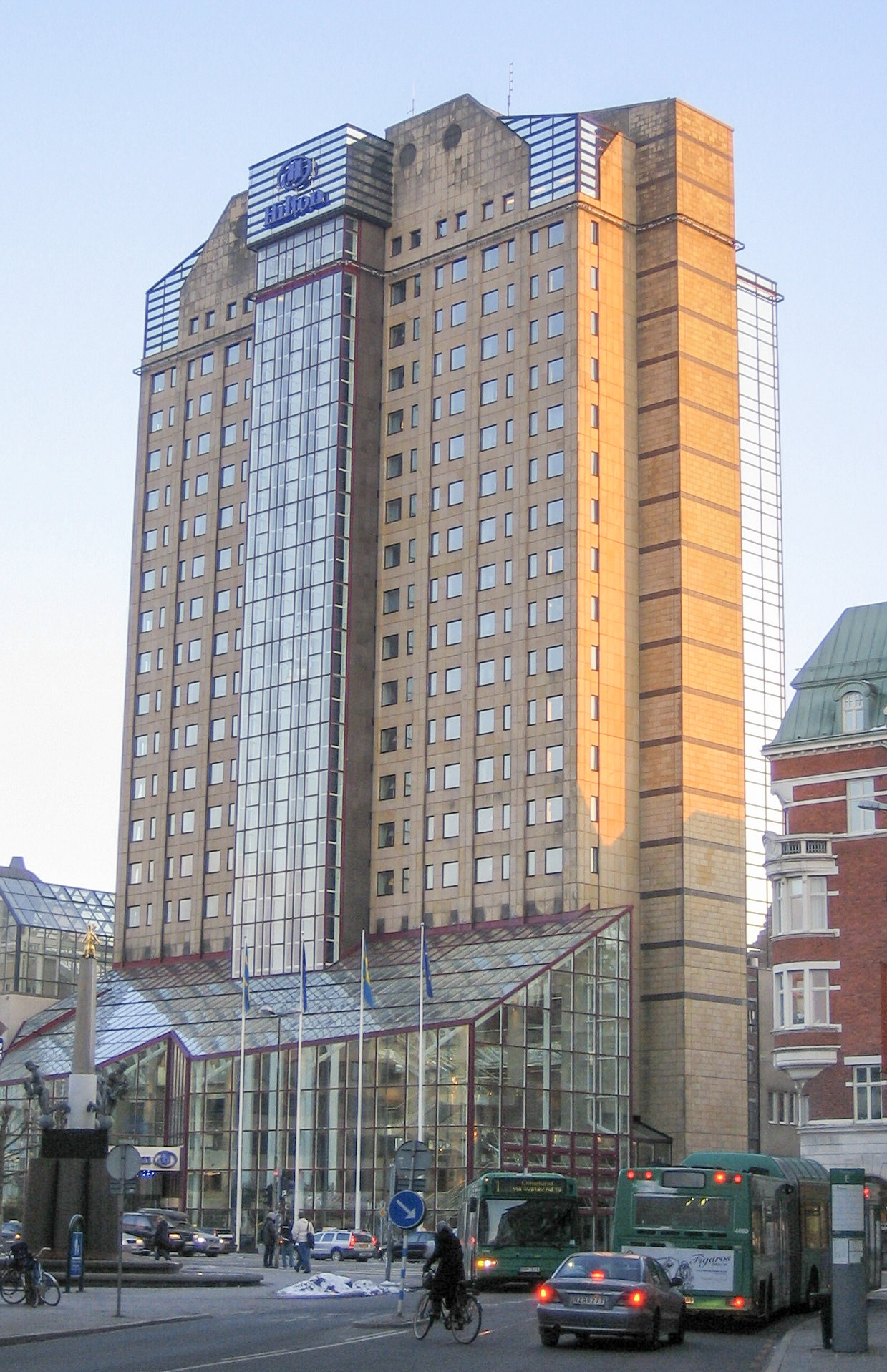
Отель Hilton в Мальмё (Швеция)

Hilton Hotels & Resorts (Гостиницы и курорты «Хилтон»), ранее известная как Hilton Hotels — международная сеть отелей и курортов, принадлежащая корпорации Hilton Worldwide.
Компания была основана Конрадом Хилтоном в 1919 году. К 2017 году бренд Hilton Hotels & Resorts насчитывал более 540 отелей и курортов в 80 странах и территориях мира.
28 января 2019 года журнал Forbes представил рейтинг «Крупнейшие отельные сети России». Сеть отелей Hilton Hotels & Resorts, владеющая 28 объектами в 20 регионах России, заняла в нём пятое место. В 2018 году доход Hilton Hotels & Resorts от деятельности на территории России составил 109 млн долларов.
В 2020 году журнал Fortune поместил Hilton Hotels & Resorts на первое место в своём списке из 25 лучших компаний, на которые стоит работать в 2020 году, на основе опроса сотрудников.

## Обзор
Hilton Hotels & Resorts является флагманским брендом Hilton и одной из самых больших гостиничных сетей в мире. Компания ориентируется на деловых и рекреационных туристов, поэтому располагает отели в центрах крупных городов, рядом с аэропортами, конференц-центрами, а также в популярных местах для отпуска по всему миру.
Hilton Hotels & Resorts участвует в Hilton Honors — гостевой программе лояльности Hilton. Члены программы, бронирующие номера непосредственно через сервисы Hilton, получают такие эксклюзивные скидки и преимущества, как, например, бесплатный Wi-Fi, цифровую регистрацию, бесключевой доступ в номер и возможность выбирать любой понравившийся номер, используя мобильное приложение Hilton Honors.

## История
Компания была основана Конрадом Хилтоном (1887—1979) в 1919 году, когда был открыт первый отель сети — Mobley Hotel — в городе Сиско (Техас). Первый отель, носящий имя Hilton открылся в 1925 году, в Далласе. Открытие отеля Caribe Hilton Hotel в городе Сан-Хуан в Пуэрто-Рико сделало Hilton первой в мире международной сетью отелей.